# 東くめ
東 くめ（ひがし くめ、旧姓：由比（ゆい）、1877年6月30日 - 1969年3月5日）は、和歌山県東牟婁郡新宮町（現：新宮市）出身の童謡作詞家。日本で初めて口語による童謡を作詞した。1899年に東京女子高等師範学校教授・東基吉と結婚し、東くめとなる。

## 経歴
1877年6月30日、和歌山県東牟婁郡新宮町（現：新宮市）に元新宮藩家老・由比甚五郎の長女として生まれる。第一尋常小学校、大阪ウィルミナ女学院を経て、東京音楽学校（東京藝術大学音楽学部の前身）本科専修部でピアノと唱歌を学び1896年に卒業。音楽学校時代に仲の良かった同級生にヴァイオリニストの安藤幸がいる。
同年、東京音楽学校研究科に進学してピアノと和声学を学ぶかたわら、東京府立高等女学校の音楽教諭になり、8年間務める。1899年に東京女子高等師範学校教授で同郷の東基吉と結婚し、教育学者だった夫の提案により、「子供の言葉による、子供が喜ぶ童謡」の作詞を始め、2年後輩の瀧廉太郎と組んで、「お正月」、「鳩ぽっぽ」、「雪やこんこん」などの作品を残した。1901年に共益商社書店から出版された「幼稚園唱歌」には東くめ作詞、瀧廉太郎作曲の12曲が所収されている。1903年に生まれた子の東貞一（1903〜80）は後にピアニストになった。
音楽教諭を退職後、夫が大阪府池田師範学校長に就任したため、大阪府池田市へ転居。1918年に設立された関西の婦人団体「ピアノ同好会」の幹事となる。1959年の東京藝術大学創立80周年記念式典で音楽教育功労者表彰を受け、1962年には新宮市名誉市民となり、池田市文化功労賞を受章。1964年6月6日に阪急百貨店特別食堂で東くめ米寿・東貞一還暦祝賀パーティーを開催。高齢になってもかくしゃくとしており、90歳まで現役のピアノ教師として働いた。

## 代表作
- 『春の海』（瀧廉太郎 作曲）
- 『四季の瀧』（瀧廉太郎 作曲、1899年[3]）
- 『懐友』（ユストゥス・ヴィルヘルム・リューラ（ドイツ語版） 作曲、瀧廉太郎 編曲）
- 『猟夫』（作曲者不詳、瀧廉太郎 編曲）
- 『夕立』（作曲者不詳、瀧廉太郎 編曲）
- 『納涼』（瀧廉太郎 作曲、組歌『四季』第2曲、1900年[3]）
- 幼稚園唱歌（東くめ作詞の12曲はすべて瀧廉太郎作曲[4][14]）
  - 『ひばりはうたひ』
  - 『鯉幟』
  - 『海のうへ』
  - 『お池の蛙』
  - 『夕立』
  - 『かちかち山』
  - 『鳩ぽっぽ』 - 「ぽっぽっぽ」で始まる『鳩』とは別の曲。
  - 『菊』
  - 『軍ごっこ』
  - 『雪やこんこん』 - 「雪やこんこ」で始まる『雪』とは別の曲。
  - 『お正月』
  - 『さよなら』
- 歌集『惜春』（京都: 燈園出版、1957年出版[2]）

## その他
- 死去した翌年の1970年12月20日に、TBS系列「東芝日曜劇場」にて、東の生涯をとりあげたテレビドラマ『いのちの歌』（製作：中部日本放送、脚本：木下惠介）が放送された。このドラマでは、樫山文枝が東を演じた。また、1993年には映画『わが愛の譜 滝廉太郎物語』で渡辺典子が、1998年にはオペラ『瀧廉太郎』で氷見政子が、それぞれ東を演じている。